# In der Hölle ist noch Platz
In der Hölle ist noch Platz ist ein 1961 in der Türkei entstandener, deutscher Action-, Abenteuer- und Exploitationfilm aus dem Rauschgifthändlermilieu mit Barbara Valentin in der Hauptrolle als kurvige, blonde Sirene.

## Handlung
Der Amerikaner Dexter ist im Auftrag eines nicht näher benannten US-Auftraggebers in die Türkei gereist, um dort mit Hilfe seiner ebenso blonden und erotischen wie gut gebauten Kollegin Janet einer türkischen Rauschgiftbande, die von einem gewissen Ismail angeführt wird, den Garaus zu machen. Der Boss scheint jedoch ein Doppelspiel zu spielen. Janet wird auf Ismail angesetzt. Dieser lässt sich auch auf den Lockvogel ein und wacht nun eifersüchtig auf seine amerikanische „Trophäe“. Als noch ein weiterer Türke namens Hassan mitmischen will und ebenfalls Begehrlichkeiten gegenüber Janet zu zeigen beginnt, kommt es zum großen Shoot-Out, in das auch die Gangsterbraut Maria gerät. Die Mitglieder unterschiedlicher Banden beginnen sich gegenseitig zu bekämpfen und schlussendlich Stück für Stück brutal zu dezimieren. Am Ende überlebt nur das „Objekt der Begierde“, Janet.

## Produktionsnotizen
In der Hölle ist noch Platz entstand im Frühjahr 1961 in der Türkei und wurde am 28. Juli 1961 uraufgeführt.

## Kritiken
Paimann’s Filmlisten resümierte: „Eine brutal, aber herkömmlich aufbereitete Story, deren Figuren die Darsteller ebenso wenig Glaubhaftigkeit, wie das original-türkische Milieu dem Ganzen Atmosphäre zu geben vermochte.“

„Ein konfuser Abenteuerfilm, ohne jegliches Wertgefühl.“